# فرودگاه ملی جزیره خیوس
فرودگاه ملی جزیره خیوس (به انگلیسی: Chios Island National Airport) (به زبان بومی: Κρατικός Αερολιμένας Χίου) یک فرودگاه همگانی با کد یاتا JKH است که یک باند فرود آسفالت دارد و طول باند آن ۱۵۱۱ متر است. این فرودگاه در شهر خیوس کشور یونان قرار دارد و در ارتفاع ۵ متری از سطح دریا واقع شده‌است.

## شرکت‌های هواپیمایی و مقصدهای پروازی
| شرکت‌های هواپیمایی             | مقصدهای پروازی                   |
| ----------------------------- | -------------------------------- |
| آسترا ایرلاینز                | آتن، سالونیک                     |
| آسترین ایرلاینز               | فصلی: وین                        |
| ایر صربیا اجرا توسط ایر صربیا | چارتر فصلی: بلگراد نیکولا تسلا   |
| المپیک ایر                    | آتن، سالونیک                     |
| اسکای اکسپرس                  | لمنز، موتیلنه، رود، سمس، سالونیک |
| ترانساویا.کام                 | فصلی: اسخیپول آمستردام           |